# Haićani
Haićani su neo-romanski narod s Haitija, romanske grane indoeuropske jezične pordice. 
Kao potomci afričkih robova koji su protjerali ili likvidirali svoje francuske gospodare početkom 19. stoljeća, Haićani su po svojim rasnim obilježjima uglavnom crnci, ali se među njima mogu naći i mulati.
Veoma mali broj Haićana govori francuski jezik, a umjesto toga je najviše raširen haićanski kreolski jezik. Među mlađim i obrazovanijim dijelovima stanovništva se u posljednje vrijeme proširio engleski jezik.
Po službenim podacima najraširenija vjera je katolicizam, dok u praksi Haitijem dominira vudu. U posljednje vrijeme je zamjetan porast raznih protestantskih crkava.
S obzirom na to da je Haiti najsiromašnija država zapadne hemisfere, veliki broj Haićana emigirirao u susjedne države, tako da jedan od šest Haićana danas živi u dijaspori, najčešće u SAD, Kanadi i Bahamima. Haićana danas (2005.)  ima oko 9,1 milijuna, od toga 8,4 milijuna na Haitima, a ostali žive u još 11 država, to su: Dominikanska Republika (221,000);  Sjedinjene Države (203,000); Kanada (84,000); Jamajka (52,000); Kuba (40,000); Bahami (25,000); Francuska Gijana (15,000); Gvadalupe (12,000). U drugim državama ima ih znatno manje, to su Dominika (8,000); Martinik (4,000) i tek 400 na Portoriku. 